# Esther Neira
Esther Neira de Calvo (1 de mayo de 1890 - 24 de marzo de 1978)  fue una respetada defensora de la igualdad de derechos de la mujer y el hombre en Panamá. Educadora relevante, primera diputada nacional electa a la Tercera Asamblea Constituyente en Panamá, mantuvo una lucha por el derecho de la mujer panameña al sufragio, conquistado finalmente en 1945-46. Fue, asimismo, fundadora de la “Sociedad Nacional para el Progreso de la Mujer’’ y de la ‘’Liga Patriótica Femenina”.  

## Biografía
Esther Neira de Calvo nace el 1 de mayo de 1890 en Penonomé, Coclé, cuando Panamá era un departamento colombiano. Hija del hogar formado por el abogado Rafael Neira Ayala, miembro de la Convención Nacional Constituyente de la República de Panamá en 1904, y por Julia Laffargue de Neira, cursa sus estudios primarios en Penonomé y en Taboga.  A la edad de 13 años se traslada a la ciudad capital para continuar sus estudios en la Escuela Normal de Institutoras. 
En 1904, apenas separada Panamá de Colombia, el primer gobierno de la República de Panamá le otorga una beca para realizar estudios superiores y universitarios en el campo de la educación  en Bélgica, en el Instituto Pedagógico Wavre-Notre Dame, afiliado a las universidades de Lovaina y Bruselas. Permanece allí ocho años.  En ese período obtiene los diplomas de maestra de enseñanza primaria y profesora de pedagogía especializada en educación media y administración;  asimismo, se gradúa de profesora de francés e inglés y de profesora de educación física. Aprovecha la oportunidad, y recibe certificados de enfermera especializada en higiene de la comunidad; de primeros auxilios de la Cruz Roja Belga; y de enseñanza de canto, refrendado por el Conservatorio de Música de Amberes. Viaja por países del Viejo Continente y estudia sus culturas, incluso varios idiomas.
En 1912 se traslada a los Estados Unidos, donde estudia los programas de educación de ese país. Regresa a Panamá en 1913 e inicia su carrera profesional como profesora de pedagogía en la Escuela Normal de Institutoras. Más adelante se desempeña como profesora de Higiene y Puericultura en la Escuela Profesional.
Está en plena juventud, y con 26 años de edad, en 1916 contrae matrimonio con Raúl J. Calvo, padre de su única hija, Gloriela Calvo Neira. Enviudó en el año 1958. 
Continúa su carrera en el área de la educación. En 1923, ocupa el cargo de inspectora general de enseñanza secundaria, normal y profesional en la Secretaría de Instrucción Pública hasta el año de 1927. Ese año regresa a la Escuela Normal de Institutoras, donde ocupa la dirección de ese plantel hasta 1938.

## Vida política
En el mes de febrero de 1945, el gobierno panameño convoca a elecciones para la Tercera Asamblea Constituyente, luego de que el 1 de enero de ese  año, el consejo de gabinete le hubiera concedido el derecho de sufragio a la mujer. Esther Neira de Calvo funda la Liga Patriótica Femenina, que tiene entre sus objetivos la educación de la mujer panameña en el ejercicio de sus derechos civiles y políticos y se comunica a través de artículos de prensa, conferencias, charlas radiales y otras actividades. 
Con el apoyo de cinco partidos políticos, fue proclamada candidata a una diputación nacional. El resultado de estas elecciones convoca a dos mujeres, por primera vez, que completan un total de 51 diputados. Una de ellas fue Esther Neira de Calvo, escogida como diputada nacional y la otra fue Gumercinda Páez, escogida como diputada por la provincia de Panamá.
Durante su periodo como diputada nacional fue proponente de las siguientes leyes:
- Ley 30 del 6 de septiembre de 1946, por la cual se crea la Escuela de Servicio Social en la Universidad de Panamá.
- Ley 51 del 27 de septiembre de 1946, por la cual se crea la Escuela del Policía.
- Ley 56 del 27 de septiembre de 1946, por la cual se crea el Consejo Nacional de Menores.

## Labor como feminista
Desde sus primeros años de trabajo, segunda década del siglo XX, Esther Neira de Calvo militó dentro del movimiento feminista panameño, luchando por el reconocimiento de los derechos civiles, políticos, económicos, sociales y culturales de la mujer. Indiscutibles líderes de esa lucha desde espacios diferentes fueron Esther Neira de Calvo y Clara González. 
Como delegada de Panamá, en 1922 asiste a la primera Conferencia Panamericana de Mujeres, organizada por la Liga de Mujeres Votantes de Estados Unidos y celebrada en Baltimore. Allí comparte experiencias con Carrie Chapman Catt y otras mujeres que participaron en la lucha por la enmienda constitucional de 1920 que otorgó derechos políticos a las mujeres de ese país.
El entonces presidente panameño, Belisario Porras, al designarla como delegada a esa conferencia, le escribe:

“...no solo he tenido en cuenta las simpatías que me inspira, sino sus capacidades y sus méritos, pues considero que Ud. es uno de los más altos exponentes de la cultura y de la inteligencia del sexo bello en Panamá…”.

La Conferencia Panamericana de Mujeres fue el detonante que necesitaba para consagrar su vida a la lucha por los derechos de la mujer. En carta de agradecimiento a Porras, expresa:

“…Veo en este acto de bondad suya, el reflejo de su cariño noble y desinteresado… …He rectificado mucho mi anterior criterio acerca de lo que el movimiento feminista significa. Sería muy largo entrar en detalles, pero sí le aseguro que estoy aprendiendo mucho y que hasta ahora nada me ha chocado…”

Al año siguiente (1923), Esther Neira de Calvo funda la "Sociedad Nacional para el Progreso de la Mujer", en conjunto con mujeres prominentes de la época, tales como Nicole Garay, Esperanza Guardia de Miró, Otilia Jiménez y Beatriz Miranda.
En 1926, organiza y preside el Congreso Interamericano de Mujeres, primer congreso internacional feminista realizado en Panamá, paralelamente al Congreso Bolivariano, que conmemoró el centenario del Congreso Anfictiónico  Bolivariano de 1826.
En 1938, año en que solo cinco países de América reconocen el derecho de la mujer a elegir y ser elegida para un cargo político, fue nombrada por el gobierno panameño como delegada a la Comisión Interamericana de Mujeres (CIM), organismo creado en La Habana en 1928, con el fin de trabajar por extender los derechos civiles, políticos, económicos y culturales de las mujeres en América.
Al crearse la Organización de Estados Americanos (OEA) en 1948, la CIM pasa a formar parte de esa organización, por lo que en 1949, el Secretario General de la OEA, la nombra secretaria ejecutiva de la CIM en Washington D. C., cargo que ejerce hasta que decide retirarse en 1965.

## Labor social
Esther Neira de Calvo inicia su labor social conjuntamente con su labor educativa y cultural. Desde la fundación de la Cruz Roja Panameña en 1917, colabora con su fundadora y primera presidenta, su leal amiga Lady Matilde de Obarrio de Mallet, siendo la primera persona en ocupar el cargo de Contadora y dirigiendo uno de los grupos de visitadoras voluntarias a los barrios más necesitados. En 1922, después de llevar por varios años los libros de cuentas de la institución, es designada vicepresidenta de la misma bajo la presidencia de Doña Evelina Alfaro de Orillac.
En 1923, inicia reformas en el sistema de cárceles para mujeres y menores.  Ese mismo año preside la Junta de Censura de Espectáculos Públicos de Panamá.
Como directora de la Escuela Normal de Institutoras, de 1927 a 1938, establece allí la Cruz Roja de la Juventud. Además, impulsa y organiza los programas de salud escolar, de deportes para la mujer en las escuelas secundarias y de los comedores escolares en las escuelas primarias.
Esther Neira de Calvo jugó un papel predominante en la historia del trabajo social del país. En su periodo como diputada nacional propuso una ley para la creación de la Escuela de Servicio Social en la Universidad de Panamá, primera escuela universitaria en América Latina de esta especialidad. Esta ley abrió el camino para el desarrollo formal de programas de bienestar social a nivel privado y gubernamental.

## Últimos años
Luego de haberse retirado, en el año 1965, Esther Neira de Calvo representa a Panamá como Embajadora Alterna en el Consejo de la OEA. Al año siguiente participa en la Cuarta Reunión del Consejo Interamericano y Cultural de la OEA y en 1967 en la XII Reunión de Consulta de Ministros de Relaciones Exteriores realizada en Washington.
Fallece a los 87 años de edad en la ciudad de Washington, el 24 de marzo de 1978. Su cuerpo fue traído a Panamá y sepultado en Jardín de Paz. Sus restos fueron exhumados posteriormente y sus cenizas colocadas en una cripta del Santuario Nacional del Corazón de María junto a los de su esposo y su madre.

## Honores y reconocimientos
- Orden de las Palmas Académicas "Les Palmes Académiques, Officier d’Academie" conferida por el Ministerio de Educación de Francia por "sus servicios a la cultura francesa en Panamá", 1935.[2]
- 0rden "Al Mérito" conferida por la República de Chile como organizadora y delegada de Panamá a la primera Conferencia de Ministros de Educación de las Repúblicas Americanas, Panamá, 1945.[10][2][1]
- La Universidad de California del Sur, Los Ángeles, le otorga el título de Doctora en Pedagogía, Honoris Causa, Los Ángeles, 1937.[2]
- El Russell Sage College, Troy, New York le otorga el título de Doctora en Educación, Honoris Causa, troy, New York, 1941.[2]
- Orden "Vasco Núñez de Balboa, Grado Gran Oficial", conferida por la República de Panamá, impuesta por el presidente Enrique A. Jiménez como diputado Nacional a la Tercera Asamblea Nacional Constituyente, Panamá, 1946.[2]
- Orden al Mérito "Duarte, Sánchez y Mella" conferida por la República Dominicana como la secretaria ejecutiva de la CIM durante la XII Asamblea de la CIM, Santo Domingo, República Dominicana, 1956.[2]
- En 1963, se le rinde un Homenaje Nacional como primera Directora del Liceo de Señoritas, en ocasión de la celebración de las Bodas de Plata de este colegio. En este homenaje el presidente de Panamá, Roberto F. Chiari, le impuso la medalla "Manuel José Hurtado", otorgada por el Ministerio de Educación, "en reconocimiento a su labor en el ramo de la educación".[11]
- El Consejo Municipal de Panamá la declara Huésped Distinguida del Distrito Capital mediante la Resolución 57 de 20 de agosto de 1963 por ser "una de las figuras más conspicuas de la educación nacional y uno de los exponentes más destacados de la mujer panameña".[12]
- El Western College for Women, Oxford, Ohio, le confiere el título de Doctora en Derecho, Honoris Causa, como "reconocimiento a la obra de una mujer notable", 1967.[13]